# Кулянъярви
Кулянъярви (Кюлян-ярви, Кюлянъярви) — озеро на территории Юшкозерского сельского поселения Калевальского района Республики Карелии.

## Общие сведения
Площадь озера — 1,6 км², площадь водосборного бассейна — 22300 км². Располагается на высоте меньше 87,6 метров над уровнем моря.
Форма озера лопастная, продолговатая: оно вытянуто с северо-востока на юго-запад. Берега преимущественно заболоченные.
Через озеро протекает река Кемь, а также в Кулянъярви впадают две реки: Кепа и Сопа.
Код объекта в государственном водном реестре — 02020000911102000005773.